# Aeroportul Kalkgurung
Aeroportul Kalkgurung (IATA: KFG, ICAO: YKKG) este un aeroport din Teritoriul de Nord, Australia ce deservește zona Daguragu⁠(d).
Situat la o altitudine de 197 m, aeroportul dispune de o singură pistă.